# Abarth Grande Punto
L'Abarth Grande Punto est une voiture sportive conçue sur la base de la Fiat Grande Punto apparue en octobre 2005. 

## Contexte
Le groupe Fiat Automobiles S.p.A. avait intégré le constructeur Abarth en 1971 et en avait fait son département courses pour les rallyes. Après une période en sommeil, la direction de Fiat décide de relancer la marque et d'en faire un constructeur à part entière. C'est ainsi que la marque Abarth est revenue sur le marché des voitures sportives en 2007 avec les modèles 500 puis Grande Punto en 2008.
Abarth s'est surtout attaché, comme à son habitude, à l'élaboration du moteur Fiat 1.4 T-Jet FIRE 16V qui disposait de 100 ch DIN. Les modifications apportées par les ingénieurs d'Abarth ont permis d'obtenir 135 ch mais qui, avec des kits d'élaboration complémentaires "esseesse" pouvait atteindre 160 ch. 
Pour satisfaire l'engouement des clients qui avaient enfin retrouvé les prouesses magiques d'Abarth, le constructeur lance, en 2009, la version Grande Punto Abarth Supersport. Cette voiture intègre de série le kit "esseesse" mais la puissance disponible est portée à 180 ch. La voiture est livrée avec un équipement intérieur très sportif type compétition avec des sièges "Abarth by Sabelt". 
Ce sera le premier pas vers la reprise de la compétition des voitures Abarth en Rallye.

## Abarth Grande Punto

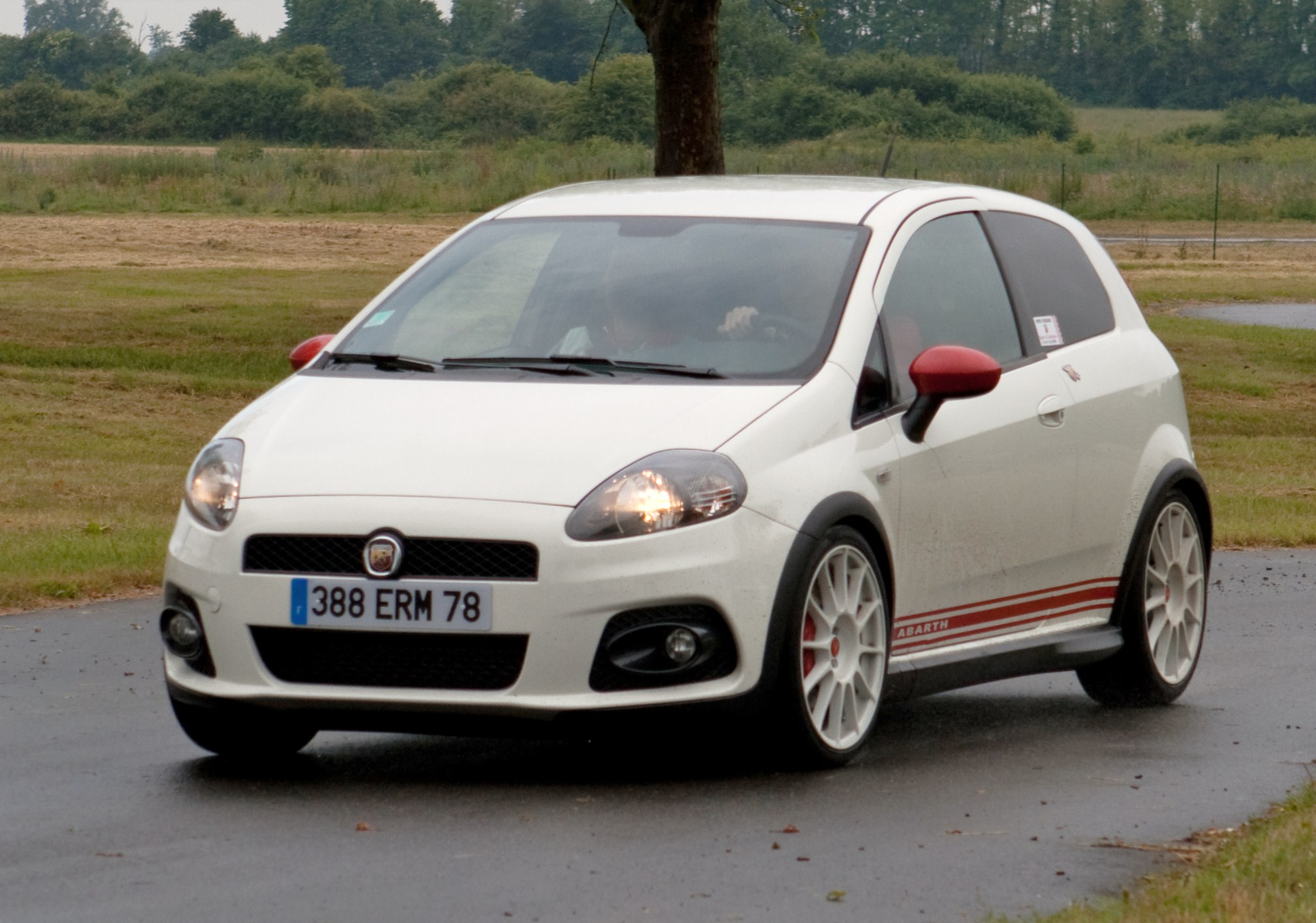
Abarth Grande Punto SS

La version sportive badgée Abarth a été commercialisée d'abord en Italie à partir d'octobre 2007 auprès du nouveau réseau de 27 concessions nouvellement créées. La présentation internationale adviendra au Salon de Genève, en mars 2008.
La voiture est construite sur la base de la Fiat Grande Punto 3 portes, le dernier best-seller de Fiat, produit dans l'usine Fiat-Melfi. La version de base développe 155 ch DIN mais le kit "esseesse" également disponible, permet d'obtenir 180 ch.

### Histoire

#### Le premier prototype

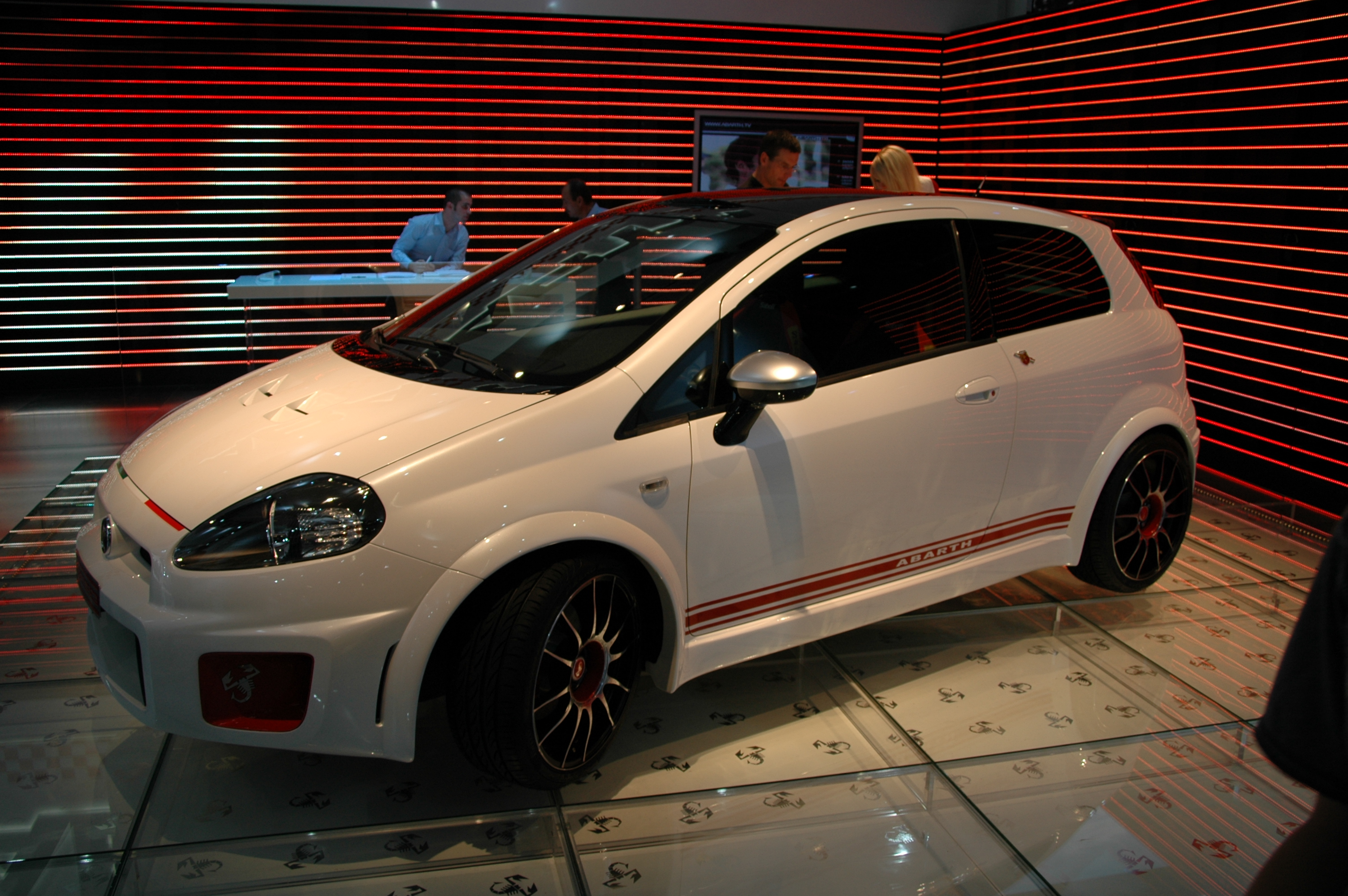
Prototype présenté au Salon de l'automobile de Francfort en septembre 2007

Avant de relancer la marque Abarth et devoir construire un réseau indépendant, Fiat décida de tester l'impact que pourrait avoir son modèle fétiche en version sportive badgé Abarth. C'est à l'occasion du Salon de l'automobile de Francfort en septembre 2007 que Fiat présente un prototype construit sur la base de la  Grande Punto avec l'inscription "EsseEsse". Ce prototype était plutôt une recherche de style et une façade publicitaire. Cette Grande Punto "EsseEsse" présentait des lignes un peu différentes comme sa grande prise d'air dans un nouveau parechocs beaucoup plus gros, une garde au sol très faible et un habitacle très sportif type compétition.
C'est au Salon de l'automobile de Genève en mars 2008 que la version officielle "EsseEsse" a été présentée, en version 180 ch et l'inscription "EsseEsse" sur le hayon et le capot moteur.

### Caractéristiques techniques
Le moteur essence Fiat 1.4 Turbo T-JET de 155 ch à 5 500 tr/min accouplé à la boîte de vitesses mécanique à 6 rapports autorise une vitesse maximale de 208 km/h avec une accélération de 0  à   100 km/h en 8,2 secondes. Ces valeurs déclarées par le constructeur sont (volontairement ?) sous-estimée. En effet, toutes les mesures effectuées par les centres d'essais des revues spécialisées donnent une vitesse maxi supérieure à 215 km/h et une accélération inférieure à 7,8 secondes.
Au milieu du tableau de bord, Abarth a installé le bouton "Sport Boost" qui modifie radicalement le réglage de la centrale électronique de gestion du moteur et des plusieurs autres fonctions. Le couple passe de 206 N m à 5 000 tr/min à 230 N m dès3 000 tr/min, la direction devient plus directe et ferme et  la commande de l'accélérateur devient plus sensible avec le système Drive-By-Wire.
En ce qui concerne le châssis et la tenue de route, les ingénieurs Abarth ont ajouté au châssis Fiat en plus du schéma McPerson avant, une barre anti-roulis dont la section a été portée à 19 mm. La garde au sol a été abaissée de 10 mm, les suspensions ont été raidies de 20 % et les voies avant et arrière augmentées de 6 mm.
Le système de freinage a également reçu l'attention des ingénieurs Abarth avec l'adoption de freins Brembo avec double piston à l'avant et des disques ventilés de 305 mm. Après d'âpres discussions et essais, la direction technique d'Abarth a refusé de rendre ESP inopérant, seul le contrôle de traction (ASR) l'est avec un bouton placé sur le tableau de bord.
Le style de la carrosserie d'origine a été préservé, seuls quelques accessoires liés à l'aérodynamisme et techniques ont été ajoutés comme les aileron, pare-chocs, mini-jupes, extracteur d'air arrière, jantes en alliage d'aluminium 7" x 17" avec des pneumatiques Pirelli 215/45.
L'habitacle a subi le traitement classique Abarth avec une instrumentation complète au tableau de bord, des sièges type baquet etc., le tout dans la plus parfaite tradition de la marque.

### Les Kits d'élaboration complémentaires
Ces Kits, comme le constructeur Abarth a toujours pratiqué, sont commercialisés uniquement auprès des concessionnaires de la marque qui en assurent le montage avec la garantie constructeur liée à la transformation ainsi que l'éventuelle homologation. Pour cela, il faut seulement que la voiture soit dans sa première année de garantie et qu'elle n'ai pas parcouru plus de 20 000 km.

#### KitAssetto
Ce Kit d'élaboration comprend une amélioration du système de freinage avec l'adoption de freins à disques ventilés avant et arrière et des plaquettes de freins à hautes prestations. Les suspensions rabaissées de 15/20 mm et des jantes en alliage de 18" avec des pneumatiques Pirelli P.Zero Nero 215/40 ZR18.

#### KitEsseEsse
Pour des raisons de sécurité et d'homologation dans certains pays, ne peut être installé qu'avec le Kit Assetto. Il comprend :
- 4 jantes en alliage léger Abarth 7,5"x18" ET 35, blanches ou titane, avec des pneumatiques Pirelli 215/40 ZR18,
- remplacement des disques de freins avant par des disques percés ventilés 305 × 28 mm et des plaquettes à hautes prestations, et arrière 264 × 11 mm,
- des ressorts de suspensions avant et arrière abaissés spécifiques,
- une rampe d'injection modifiée,
- un filtre à air "powered by BMC",
- un turbocompresseur Garrett GT1446,
- un nouveau collecteur d'échappement,
- un nouveau catalyseur,
- un terminal d'échappement Magneti-Marelli,
- un embrayage renforcé (uniquement pour les voitures fabriquées avant mai 2008),
- nouveaux capteurs électroniques,
- reprogrammation de la centrale électronique avec le logiciel EsseEsse 180 CV,
- inscriptions « EsseEsse » à placer sur le capot moteur et la hayon,
- tout le petit matériel, tubes et raccords nécessaires pour le raccordement de ces nouveaux composants.

Le kit « EsseEsse » permet une accélération de 0  à   100 km/h en 7,7 secondes et d'atteindre la vitesse maximale de 215 km/h (données déclarées par le constructeur).
L'installation de ce kit n'est possible que sur le modèle Abarth Grande Punto 1.4 Turbo T-Jet 155 CV et uniquement auprès d'un concessionnaire officiel agréé Abarth "Assetto Corse" qui pourra garantir l'homologation de la voiture après modifications et délivrera une garantie constructeur de 2 ans,,.

### Abarth Driving School
Lors du lancement officiel du Kit "EsseEsse"n Abarth a annoncé la création de son centre de formation pilotage Abarth Driving School.
C'est un centre de formation à la conduite sportive sur voitures Abarth. Cette école est née de la collaboration du constructeur et d'un des plus célèbres pilotes italiens de rallye, Sandro Munari. Le centre est implanté sur le circuit d'essais Fiat de Balocco, dans la province de Verceil.

## Abarth Grande Punto S2000

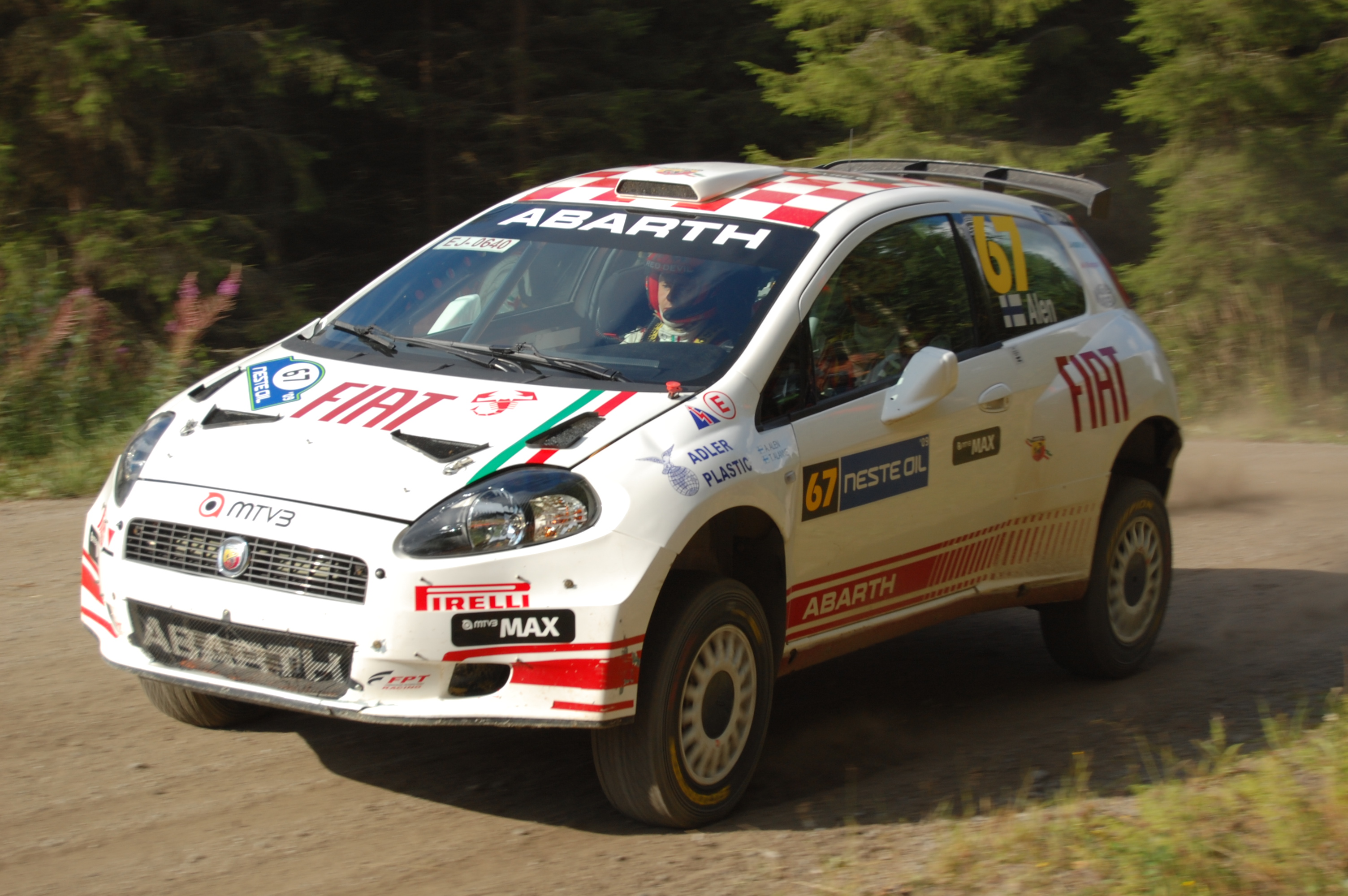
L'Abarth G-Punto S2000 au rallye de Finlande 2009

Ce modèle est uniquement destiné aux compétitions automobiles et ne peut rouler sur route publique. Il a été développé pour le rallye automobile dans le but de courir en championnat IRC. 
.

## Abarth Punto Evo (2010)
L'Abarth Punto Evo est une voiture sportive conçue sur la base de la Fiat Punto Evo lancée en août 2009, évolution de la Fiat Grande Punto apparue en octobre 2005 très vite devenue la référence de sa catégorie et fut la voiture la plus vendue en Europe. 
Cette version sportive, qui porte la marque Abarth, a été lancée en avril 2010 et remplace la précédente Abarth Grande Punto. Elle reprend la base de la Fiat Punto Evo avec quelques modifications dues à la destination sportive de la voiture.
Son moteur est le nouveau Fiat MultiAir de 1 368 cm3 développant 165 ch à seulement 5 500 tr/min avec un couple maximal de 250 N m à 2 500 tr/min.
Suivant de près l'évolution de la Fiat Punto Evo, en février 2012, celle-ci devient simplement Fiat Punto et la version sportive Abarth prend également le nom Abarth Punto dès avril 2012.

## Abarth Punto (2012)
L'Abarth Punto est la dernière évolution de la famille de voitures sportives conçues sur la base de la Fiat Grande Punto apparue en octobre 2005, très vite devenue la référence de sa catégorie et qui fut la voiture la plus vendue en Europe. 
Cette dernière version sportive, porte toujours la marque Abarth. Elle a été présentée en avant première au Salon de Francfort en septembre 2011 et lancée officiellement en avril 2012. Dans le catalogue du constructeur, elle remplace la précédente Abarth  Punto Evo. Elle reprend la base de la dernière Fiat Punto avec les mêmes modifications présentes sur la version précédente, dues à la destination sportive de la voiture.
Suivant de près l'évolution de la Fiat Punto Evo, en février 2012, celle-ci devient simplement Fiat Punto et la version sportive Abarth prend également le nom Abarth Punto dès avril 2012.
En fait, Abarth propose 3 modèles distincts :
- Abarth Punto (base) ;
- Abarth Punto Scorpione ;
- Abarth Punto Supersport.

### Abarth Punto
Son moteur est le nouveau Fiat MultiAir de 1 368 cm3 développant 165 ch à seulement 5 500 tr/min avec un couple maximal de 250 N m à 2,500 tr/min.

### Abarth Punto Scorpione
La version Abarth Punto Scorpione est une série limitée  construite sur la base de la version Supersport. Elle est proposée uniquement en teinte "Nero Scorpione", avec le coffre et le toit opaques. Les freins avant sont à disques flottants percés et ventilés, blocs peints en jaune à 4 pistons, les freins arrière sont à disques percés avec des plaquettes à hautes prestations. Elle dispose d'amortisseurs Koni avec soupape FSD, des ressorts rabaissés et un échappement de plus forte section.
À l'intérieur, les sièges sont des "Abarth Corsa by Sabelt" revêtus de tissu noir avec les coutures rouges et jaunes, le pédalier est en inox avec le logo Abarth gravé, le volant est revêtu de cuir noir avec les coutures rouges et jaunes, le tableau de bord est complet avec tous les instruments de contrôle.
Sa mécanique dispose du moteur Fiat 1,4 MultiAir dont la puissance a été portée à 180 ch à 5 750 tr/min et un couple de 270 N m à 2 500 tr/min. La vitesse maximale dépasse les 216 km/h avec un temps d'accélération de 7,5 secondes pour passer de 0  à   100 km/h.

### Abarth Punto Supersport
La version Abarth Punto Supersport est disponible dans des coloris tous nouveaux pour la marque, qui se distingue pour la première fois de teintes traditionnelles Fiat : Gris Campovolo, Blanc, Noir Scorpion ou Rouge Vitesse avec des bandes noir mat sur le toit et le capot moteur. Les rétroviseurs et les jantes alliage de 17 sont également peints en noir mat. 
Les disques avant sont percés auto-ventilés, les disques arrière sont pleins. Le moteur reste le Fiat MultiAir 1,4 turbo de 180 ch DIN.

## Fiat Abarth Punto "indienne"
En 2015, la filiale indienne du groupe Fiat Automobiles, Fiat India a lancé un modèle spécifique destiné uniquement au marché local, la Fiat Abarth Punto.
Elle est équipée du moteur Fiat 1,4 MultiAir 16V développant 145 ch à 5 500 tr/min avec un couple de 212 N m entre 2 000  et   4 000 tr/min.
Pour respecter le classement local qui tient compte de la dimension hors tout de la voiture plutôt que la puissance ou la cylindrée du moteur pour les taxes, la Punto indienne ne mesure que 3,989 mm de long au lieu de 4,065 mm et 1,687 mm de large au lieu de 1,721 mm ailleurs ; l'empattement restant invarié à 2,510 mm.

## Dans la culture populaire
La Grande Punto est jouable dans Gran Turismo 6.
La version S2000 est quant à elle disponible dans les jeux vidéo suivants:
- Sega Rally Revo
- DiRT 3
- Colin McRae: Dirt
- Sébastien Loeb Rally Evo
- WRC: FIA World Rally Championship
- WRC 2: FIA World Rally Championship
- WRC 3: FIA World Rally Championship

La version supersport est jouable dans Forza Horizon 3, Forza Motorsport 5, Forza Motorsport 6 et Forza Motorsport 6: Apex